# 無自覚とは言いつつ多少は自覚がある天才ツアー2022
『無自覚とは言いつつ多少は自覚がある天才ツアー2022』（むじかくとはいいつつたしょうはじかくがあるてんさいツアーにせんにじゅうに）は、Non Stop Rabbitのライブビデオ。2023年3月8日にポニーキャニオンより発売された。

## 概要
Non Stop Rabbit初の映像作品で、本作の表題のワンマンツアーの内、2022年9月15日にEX THEATER ROPPONGIにて行われたライブが収録されており、初回盤には新曲2曲が収録されたCDと12ページの写真集が付属する。
初回盤に収録される新曲の内、「吐壊」は、2023年2月3日に放送されたHBCラジオ「グッチーのGood Friday！」にて音源が初オンエアされ、2月15日に各音楽配信サービスにて先行配信された。「生理中の女の子は神様みたいに扱いなさい」は吐壊の先行配信日にタイトルが公表された。

## 収録内容
| #   | タイトル                 | 作詞 | 作曲・編曲 |
| --- | ------------------------ | ---- | ---------- |
| 1.  | 「ALSO」                 |      |            |
| 2.  | 「乱気流」               |      |            |
| 3.  | 「明るい歌」             |      |            |
| 4.  | 「私面想歌」             |      |            |
| 5.  | 「TABOO」                |      |            |
| 6.  | 「Pant Voice」           |      |            |
| 7.  | 「BIRD WITHOUT」         |      |            |
| 8.  | 「夏の終わり」           |      |            |
| 9.  | 「恋愛卒業証書」         |      |            |
| 10. | 「偏見じゃん」           |      |            |
| 11. | 「推しが尊いわ」         |      |            |
| 12. | 「豆知識」               |      |            |
| 13. | 「無自覚の天才」         |      |            |
| 14. | 「三大欲求」             |      |            |
| 15. | 「ハニートラップ」       |      |            |
| 16. | 「アンリズミックアンチ」 |      |            |
| 17. | 「Needle return」        |      |            |
| 18. | 「音の祭」               |      |            |
| 19. | 「Refutation」           |      |            |
| 20. | 「優等生」               |      |            |
| 21. | 「PLOW NOW」             |      |            |

| 全作詞・作曲: 田口達也、全編曲: 鈴木Daichi秀行。 |                                            |          |            |      |
| #                                                | タイトル                                   | 作詞     | 作曲・編曲 | 時間 |
| 1.                                               | 「吐壊」                                   | 田口達也 | 田口達也   | 3:20 |
| 2.                                               | 「生理中の女の子は神様みたいに扱いなさい」 | 田口達也 | 田口達也   | 4:16 |
| 合計時間:                                        | 合計時間:                                  | 7:36     |            |      |

## 配信シングル「吐壊」
ライブ映像作品の初回盤特典CDに収録された新曲2曲が、発売日当日にメジャー6作目の配信シングルとしてもリリースされた。

### 収録内容
| 全作詞・作曲: 田口達也、全編曲: 鈴木Daichi秀行。 |                                            |          |            |      |
| #                                                | タイトル                                   | 作詞     | 作曲・編曲 | 時間 |
| 1.                                               | 「吐壊」                                   | 田口達也 | 田口達也   | 3:20 |
| 2.                                               | 「生理中の女の子は神様みたいに扱いなさい」 | 田口達也 | 田口達也   | 4:16 |
| 合計時間:                                        | 合計時間:                                  | 7:36     |            |      |

### 楽曲解説
吐壊
田口達也は「全てを吐いて壊すという想いを込めた」「ライブで聴いて欲しい一曲」と述べている。
生理中の女の子は神様みたいに扱いなさい
田口達也曰く「女子は共感できて、男子は学ぶ」をコンセプトにした歌詞となっており、ボーカルの歌声がボカロ風に加工されている。らぶかが手掛けたイラストで構成されたミュージックビデオが2023年3月8日にYouTube上に公開された。